# Hermann Struve
Hermann Struve (Lebensdaten unbekannt) war ein deutscher Fußballspieler.

## Karriere
Struve gehörte dem Altonaer FC 93 als Stürmer an und bestritt die Saison 1902/03 in der vom Hamburg-Altonaer Fußball-Bund organisierten Meisterschaft in der I. Klasse. Mit der gewonnenen Meisterschaft nahm er mit seiner Mannschaft an der ersten Endrunde um die Deutsche Meisterschaft teil. Sein Debüt gab er am 3. Mai 1903 auf der Altonaer Exerzierweide, auf der das ausgetragene Viertelfinale gegen den Magdeburger FC Viktoria 1896 mit 8:1 deutlich gewonnen wurde. 14 Tage später traf er mit seiner Mannschaft auf den VfB Leipzig, gegen den das auf dem Leipziger Sportplatz – regelwidrig – ausgetragene Halbfinale mit 3:6 verloren wurde.

## Erfolge
- HAFB-Meister 1903